# Red Bug
Le Red Bug, commercialisé plus tard sous le nom d'Auto Red Bug, est une automobile type cyclecar fabriquée par l'Automotive Electric Service Corp. de North Bergen dans le New Jersey aux États-Unis, de 1924 à 1930.

## Historique
A.O. Smith Company (en) développe le Smith Flyer avec une sellette d'attelage, appelée Smith Motor Wheel, entraînée par un moteur à essence. Fabriqué à Lafayette, Indiana, par l'American Motor Vehicle Company, de 1916 à 1919, AO Smith vend les droits à Briggs & Stratton (en) qui commercialise le cyclecar sous le nom de Briggs & Stratton Flyer.

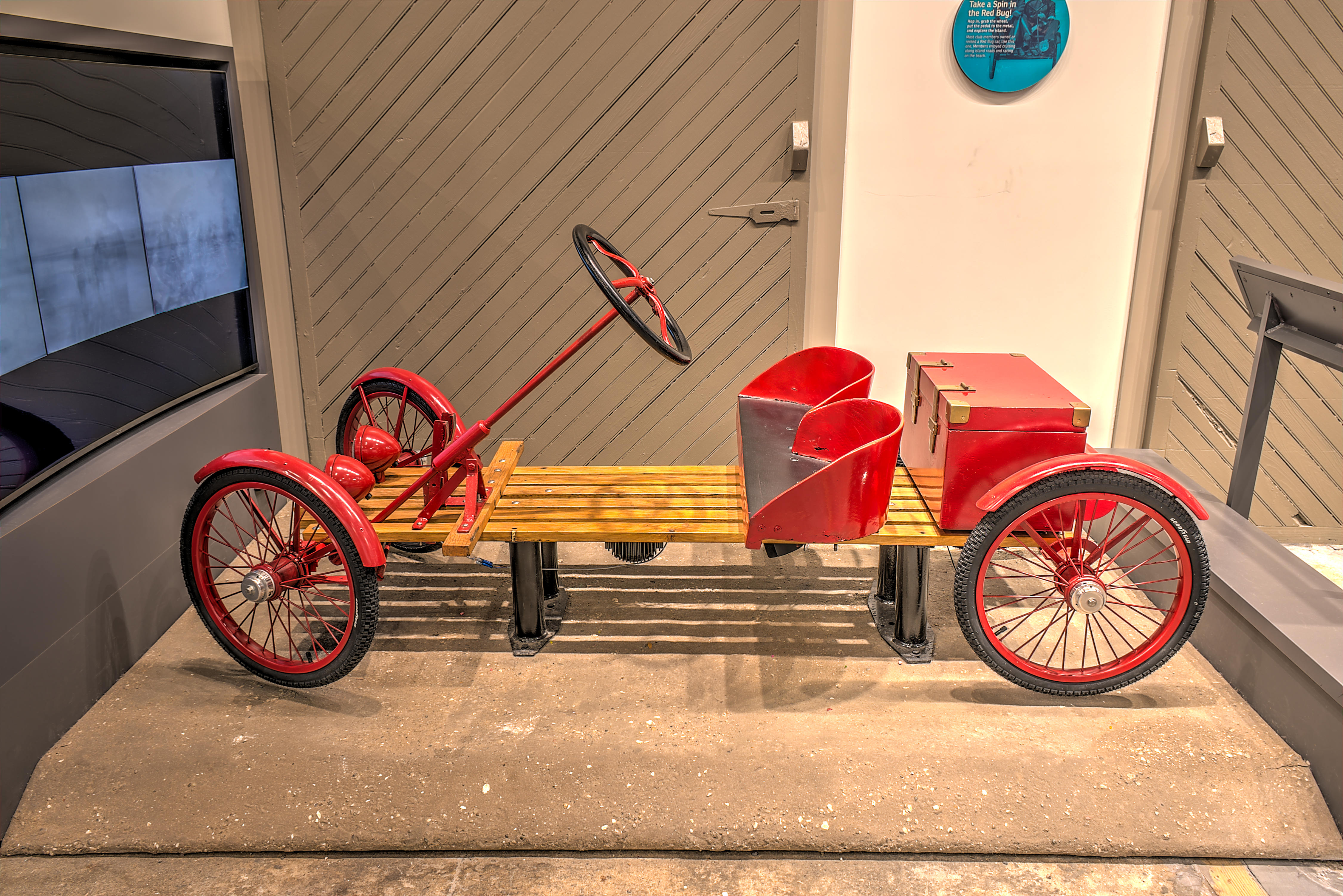
Exposition au Jekyll Island Museum.

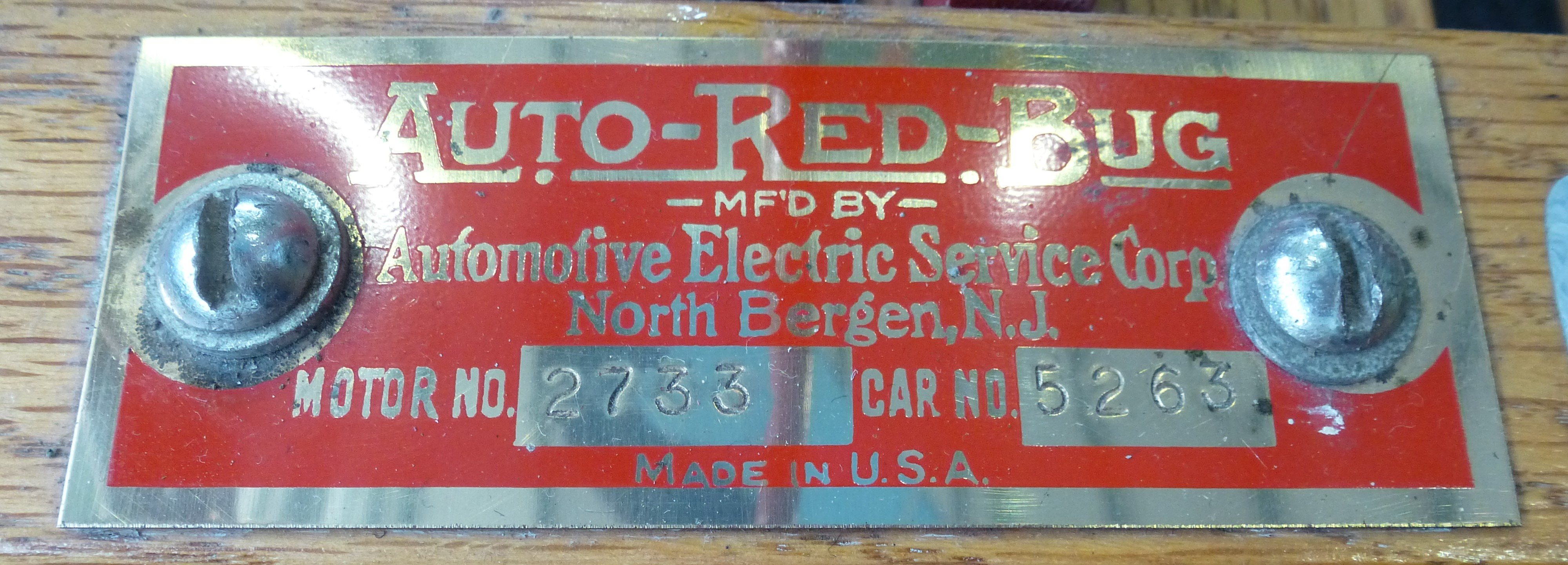
Plaque d'identification d'un Red Bug 1924-1930.

Briggs & Stratton vend, en 1924, les droits du Flyer et du Briggs & Stratton Motor Wheel à Automotive Electric Service Corp. qui continue à le construire sous le nom de Red Bug. Lorsqu'ii n'ont plus de moteurs à essence, une version électrique de 12 volts est produite. La version électrique est construite avec quatre roues, dont une roue arrière est entraînée par un moteur électrique Northeast, le même moteur utilisé pour démarrer les automobiles Dodge Brothers contemporaines,.
Les Red Bug et Auto Red Bug ont été vendus par Abercrombie & Fitch et d'autres aux États-Unis, au prix de 150 dollars à partir de 1924, les Red Bug se vendent principalement comme une nouveauté pour les riches, mais aussi pour les touristes dans les stations balnéaires et dans les parcs d'attractions. 
Les premiers Red Bug arrivent en France en 1928, à bord du transatlantique le Paris au Havre. C'est le garage Delansorne, 114 avenue de l'Impératrice à Berck, qui a le contrat d'importation pour l'Europe. Ils sont exposés au garage ainsi que dans sa succursale, au Normandy au Touquet-Paris-Plage à l'angle des rues Saint-Jean et de Londres. En juillet 1933, à la suite de la faillite du garage Delansorne, treize Red Bug sont mis en vente. Le garage Petit, situé à l'angle de la rue Saint-Louis et du boulevard de la Mer, en fait l'acquisition et on verra les Red Bug circuler, dans la très anglaise station balnéaire du Touquet-Paris-Plage, jusque dans les années 1970.
Dans les années 2020, au Touquet-Paris-Plage, une équipe de passionnés de l'association « Touquet Automobiles de collection » entreprend la rénovation d'anciens Red-Bug, dont dix sont retrouvés chez un particulier dans l'Oise. Le Red Bug peut rouler à une vitesse de 12 km/h. Un de ces Red Bug est parfois exposé lors du rassemblement de voitures anciennes face au Palais des Congrès ou à l'occasion d’évènements ponctuels de la commune.

## Pour approfondir